# Клубный Кубок УНИФФАК
Клубный Кубок УНИФФАК - международный клубный футбольный турнир, проводившийся под эгидой УНИФФАК (фр. Union des Fédérations de Football d'Afrique Centrale), в котором участвовали клубы из центральноафриканских стран:
- Камерун;
- Чад;
- Республика Конго;
- Демократическая Республика Конго;
- Экваториальная Гвинея;
- Габон.

## Победители
| Сезон      | Победитель      | Счёт             | Финалист   |
| ---------- | --------------- | ---------------- | ---------- |
| 2004 Обзор | Бамбуто Мбуда   | 1-2 2-1 пен: 6-5 | ФК 105     |
| 2005 Обзор | Дельта Телестар | 2-1 1-0          | Полис      |
| 2006 Обзор | Силу            | 3-1 0-0          | Фову Бахам |